# Catasetum deusvandoi
Catasetum deusvandoi är en orkidéart som beskrevs av Marcos Antonio Campacci och George Francis, Jr. Carr. Catasetum deusvandoi ingår i släktet Catasetum och familjen orkidéer. Inga underarter finns listade i Catalogue of Life.